# Diederik Jansz Graeff

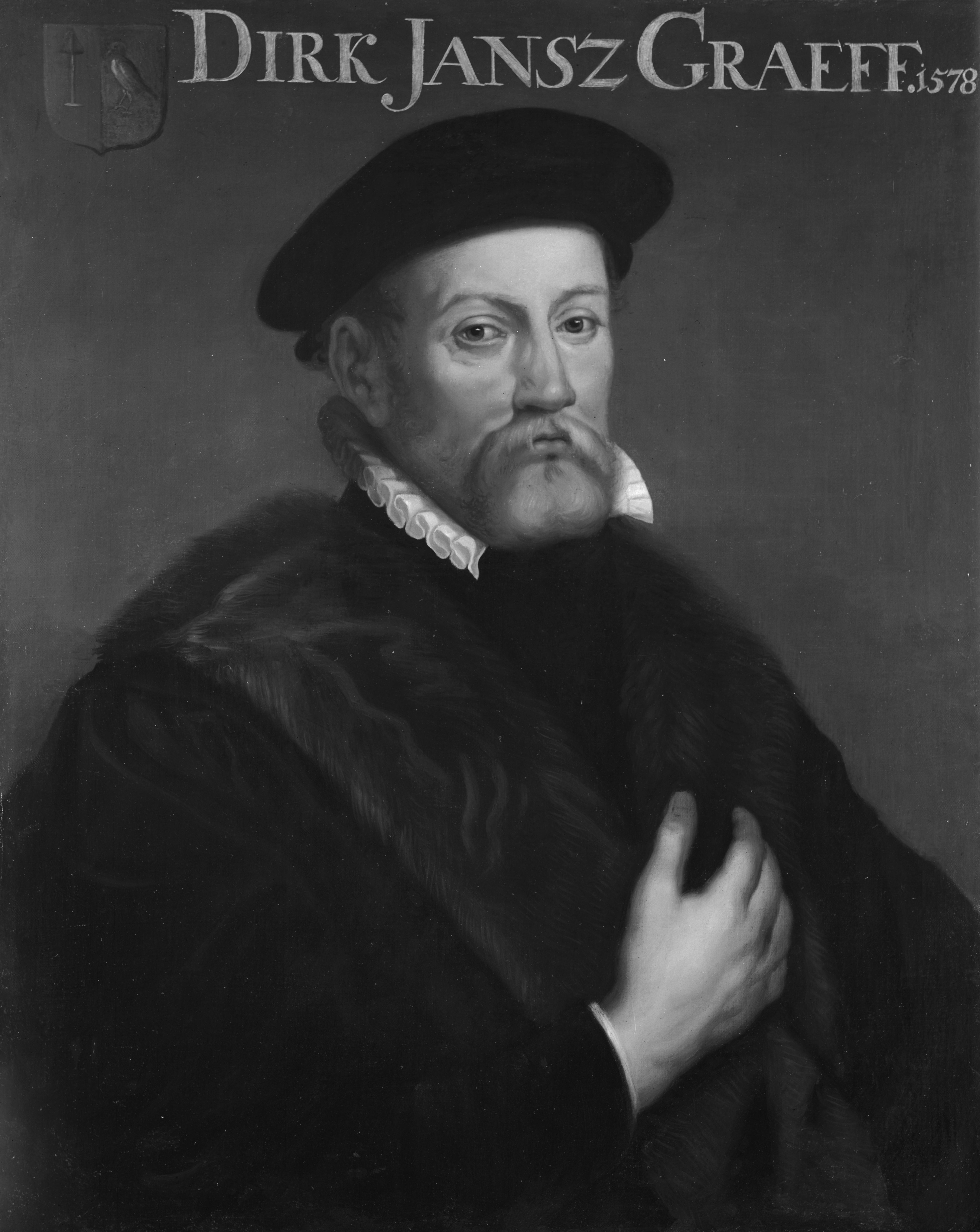
Dirck Jansz Graeff

Dirck Jansz Graeff, Heer van Vredenhof (ur. 1532 w Amsterdamie, zm. 27 lipca 1589 w Amsterdamie) – holenderski polityk, armator i kupiec. 

## Życiorys
Prowadził politykę profrancuską, sprzeciwiał się wpływom dynastii Habsburgów. Podczas tłumienia powstania przez Ferdynanda Álvareza de Toledo uciekł do Niemiec. Od 1578 roku Graeff pełnił funkcję burmistrza Amsterdamu.